# Mougins
Mougins település Délkelet-Franciaországban, Alpes-Maritimes megyében.

## Fekvése
Cannestől 15 perces autóútra fekvő település.

## Története
Mougins már a római kor előtti időszakban is lakott hely volt. A tengerpart környékén, Provence és Toszkána között már abban az időben ősi Ligur- törzsek éltek, akik később a Római Birodalom terjedésével Augustus császár idején (X Regio) részei lettek a létrejött Ligur államnak. A liguriai terület számos betörésnek ellenállt a bizánci időszakban, mielőtt Genova szilárdan ellenőrzése alá vonta és uralta volna a Ligur-régiót a 11. és a 15. században. Sok környező "régi" falu története nyúlik vissza erre az időszakra.
A 11. században gróf Antibes a domboldalon fekvő  Mouginst a  Szent Honorat (a közeli Îles de Lerins csak partjainál Cannes) szerzeteseknek adta, akik a francia forradalom idejéig irányították a falut. Ebben az időszakban, Mougins erődített falu volt sáncokkal körülvéve. Középkori városfal részei még mindig léteznek, valamint fennáll még három eredeti ősi kapu torny is (Porte Sarrazine).
A 18. században az osztrák örökösödési háború idején, a falut kifosztották az osztrák-szardíniai hadseregek, nagy tűzvészt okozva. Ezt követően, néhány bástya dekonstruálódik és számos új kis utca és ház is épült még a korai 19. században.
A modern időkben, Mouginsba sok művész és híresség látogatott el, vagy lakott itt, köztük Pablo Picasso, Jean Cocteau, Fernand Léger, Francis Picabia, Man Ray, Arman, Yves Klein, César Baldaccini, Paul Éluard, Yves Saint Laurent, Christian Dior, Winston Churchill, Catherine Deneuve, Édith Piaf és Jacques Brel, hogy csak néhányat említsünk. Pablo Picasso 1961-1973 között 12 évet töltött az életéből élő Mouginsban, és itt is halt meg. A "mas" (tanya)-n a  Notre-Dame-de-Vien, egy kis domb tetején, a régi faluban az azonos nevű 12. századi kápolna mellett, amely jelenleg a turisztikai iroda, míg a stúdió Fernand Léger felett volt, amely most a falu borkereskedése mellett a klasszikus Art (MMoCA Mougins Múzeum).
Mouginsban erős kulináris történelmi öröksége régi szakácsművészete. A L'Amandier étterem, amelynek székhelye  a régi falu szívében van. Ennek a még ma is létező étteremnek egy fontos régi épület ad otthont, mely a középkorban ez volt az udvarház, a 18- 19. század előtt pedig a Szent Honorat szerzetesek idején malom volt. Denis Fetisson, aki 2006-ban megnyerte a Rising Star Gasztronómia Jacquart Trophyt vette át most a L'Amandier éttermet és egyben az irányítást. A korábban itt levő éttermet rendszeresen látogatta Picasso is.
Mougins ad otthont az évente megrendezésre kerülő "Mouginsi Nemzetközi Gasztronómiai Fesztivál"-nak, vagy a "Les Étoiles de Mougins"-nak, mely nemzetközi gasztronómiai esemény minden év szeptemberében  zajlik a faluban.
Tekintettel arra, hogy közel van Cannes is, Mougins is gyakran turista célpontja a Hollywood csillagoknak a Cannes-i Filmfesztivál idején. Elizabeth Taylor volt a házigazdája a hollywoodi elit "amfAR" AIDS jótékonysági vacsoráinak  közel 10 éven át, 2008-ig.

## Gazdaság
A 19. és a 20. század elején, a falu volt az egyik központja a közeli Grasse levendula, rózsa és jázmin virág termelésének, az ottani parfümériák céljára. Mougins egy élő falu, ahol a régi épületek és a 19. századi házak máig lakottak.

## Híres emberek
- Itt született 1858 februárjában Amédée-François Lamy parancsnok, aki  a Kousséri csatában halt meg 1900 áprilisában. Szülőházát emléktábla jelöli.
- Itt halt meg Pablo Picasso képzőművész

## Nevezetességek
- Notre-Dame-de-Vien - kápolna
- Musée d'Art Classique de Mougins (mAcm) - Magángyűjtemény, mely 2011 júniusában nyitotta meg kapuit. A gyűjtemény mintegy 702, több ezer ezeréves római, görög és egyiptomi régiséget őriz, emellett még láthatók itt a modern és kortárs művészet egy klasszikus témák. A múzeumban többek között Pablo Picasso, Matisse, Paul Cezanne, Edgar Degas, Dalí, Dufy, Chagall, Derain, Lautrec, Yves Klein, Damien Hirst, Marc Quinn, Antony Gormley, Arman. Ez az első alkalom, hogy az ősi 2000-3000 éves régiségek mellett megjelenítettek modern műalkotásokat is. A modern művészek kiállított munkái mellett a műalkotások között két időszak festményei Peter Paul Rubens és Michel Martin Drolling, Alessandro Turchi, Hubert Robert és Antoine Caron alkotásai is kiállításra kerültek.

## Néhány kép a Musée d'Art Classique de Mougins (mAcm) magángyűjteményről

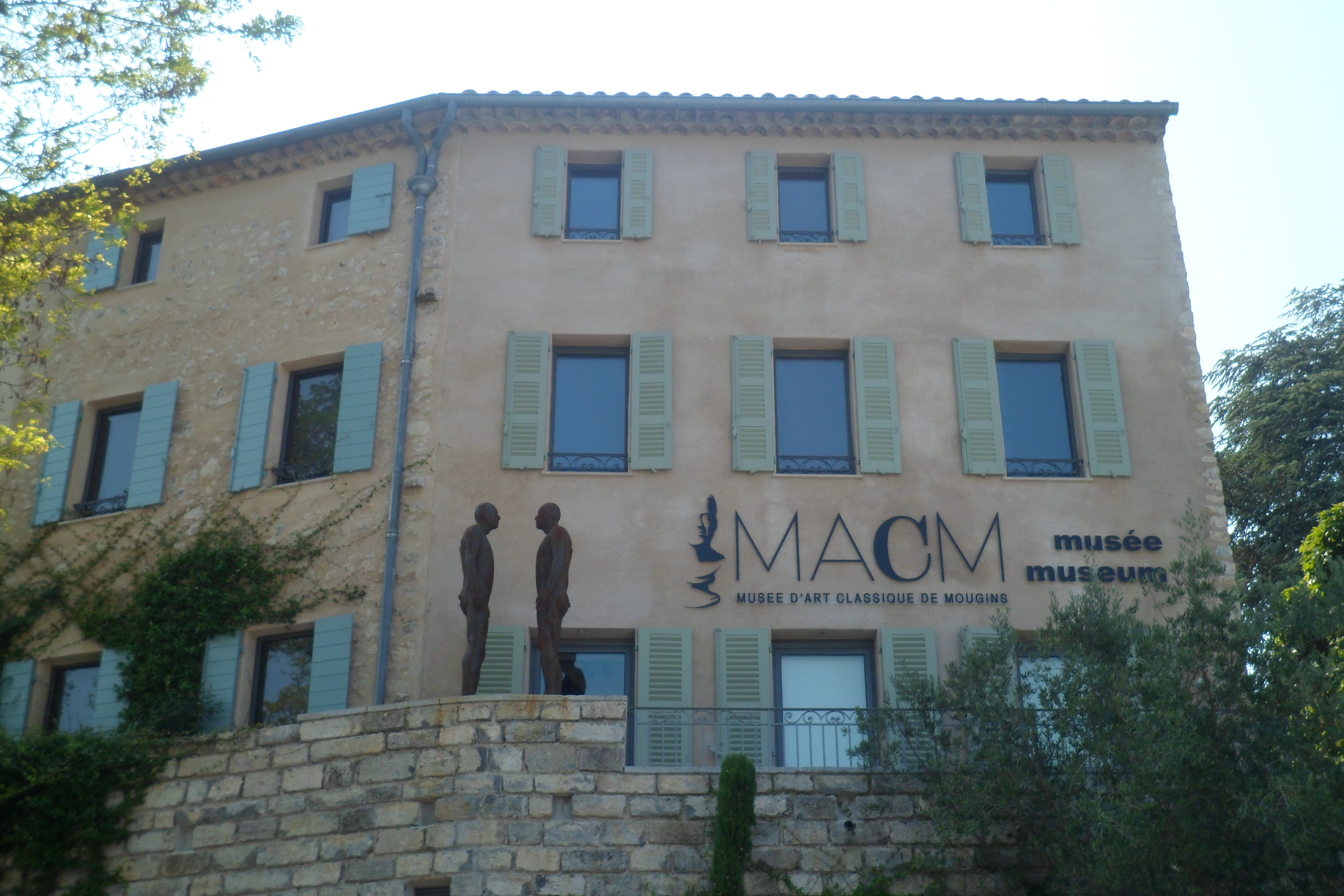
Museum's Facade
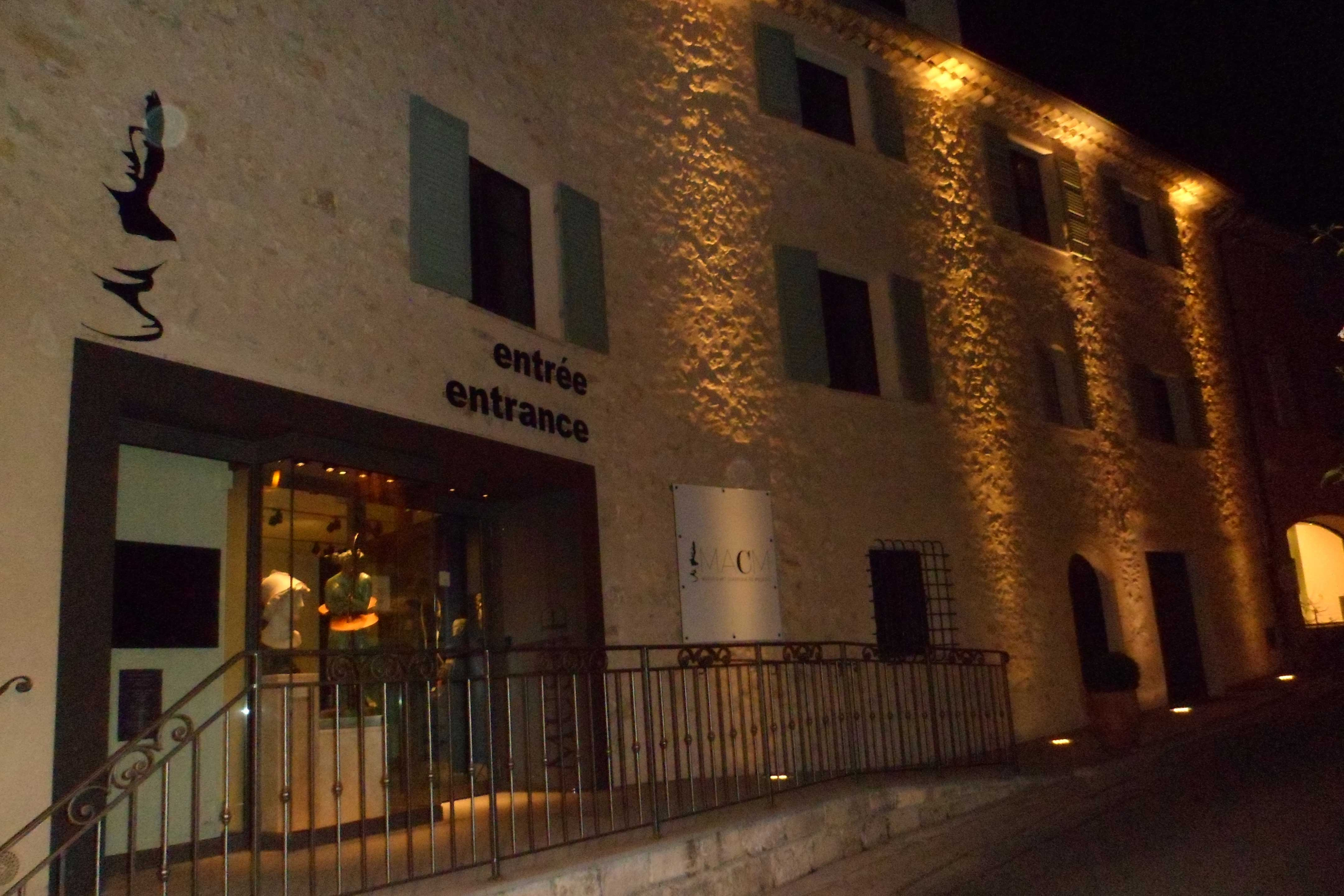
MACM by Night